# Rinaldo d'Este (cardinale 1617)
Rinaldo d'Este (Modena, 10 agosto 1617 – Modena, 30 settembre 1672) è stato un cardinale e vescovo cattolico italiano.
Era figlio del duca Alfonso III d'Este e di Isabella di Savoia.

## Biografia
Giovanissimo iniziò dapprima la carriera militare ma poi ebbe la chiamata e prese i voti.
Nel 1629 Alfonso abdicò e il ducato passò al fratello maggiore di Rinaldo Francesco I d'Este.
Nel concistoro del 16 dicembre 1641 fu nominato cardinale da papa Urbano VIII, ma ricevette il titolo di Cardinale diacono di Santa Maria della Scala solo il 28 novembre 1644, optando subito dopo (12 dicembre) per quello di San Nicola in Carcere e, fino alla nomina del cardinale Camillo Francesco Maria Pamphilj da parte di papa Innocenzo X, fu il porporato italiano più giovane.
Nel 1650 venne nominato vescovo di Reggio Emilia, carica che tenne fino al 1660 e nel 1653 il re di Francia lo nominò vescovo di Montpellier, senza peraltro mai ottenere la bolla canonica da parte della Santa Sede, che non poteva permettere che un vescovo cumulasse due sedi episcopali.
Nel 1661 divenne abate commendatario di Cluny, di San Vaast e di altre abbazie in Italia ed in Francia.
Tornò a governare il ducato in varie occasioni in cui suo fratello era impegnato a combattere all'estero. Francesco morì nel 1658 e a succedergli fu suo figlio Alfonso IV. Fu inoltre reggente anche per il nipote Francesco II d'Este, figlio di Alfonso IV e succeduto al padre a due anni nel 1662.
Fu cardinale protodiacono dal 1666 al 1668 e in tale carica annunciò l'elezione di papa Clemente IX.
Nel 1668 divenne cardinale presbitero di Santa Pudenziana ed il 18 marzo 1671 divenne cardinale protopresbitero per cui passò al titolo di San Lorenzo in Lucina. Il 24 agosto dello stesso anno divenne cardinale vescovo di Palestrina.
Morì il 30 settembre 1672 a Modena e la sua salma fu inumata nella chiesa dei Cappuccini di quella città. Nel 1838 i suoi resti vennero traslati nella chiesa di San Vincenzo martire.

## Genealogia episcopale e successione apostolica
La genealogia episcopale è:
- Cardinale Tolomeo Gallio
- Vescovo Cesare Speciano
- Patriarca Andrés Pacheco
- Cardinale Agostino Spinola
- Cardinale Giulio Cesare Sacchetti
- Cardinale Giovanni Giacomo Panciroli
- Vescovo Roberto Fontana
- Cardinale Rinaldo d'Este

La successione apostolica è:
- Arcivescovo Francesco Casati (1670)

## Ascendenza
|                            |                              |                      | Genitori                       |  |  | Nonni |  |  | Bisnonni       |  |  | Trisnonni        |  |
|                            |                              |                      |                                |  |  |       |  |  | Alfonso d'Este |  |  | Alfonso I d'Este |  |
|                            |                              |                      |                                |  |  |       |  |  | Alfonso d'Este |  |  | Alfonso I d'Este |  |
|                            |                              | Laura Dianti         |                                |  |  |       |  |  | Alfonso d'Este |  |  |                  |  |
| Cesare d'Este              |                              |                      |                                |  |  |       |  |  | Alfonso d'Este |  |  |                  |  |
|                            |                              | Giulia Della Rovere  | Francesco Maria I Della Rovere |  |  |       |  |  |                |  |  |                  |  |
|                            |                              | Giulia Della Rovere  | Francesco Maria I Della Rovere |  |  |       |  |  |                |  |  |                  |  |
|                            |                              | Giulia Della Rovere  | Eleonora Gonzaga Della Rovere  |  |  |       |  |  |                |  |  |                  |  |
| Alfonso III d'Este         |                              | Giulia Della Rovere  |                                |  |  |       |  |  |                |  |  |                  |  |
|                            |                              | Cosimo I de' Medici  | Giovanni dalle Bande Nere      |  |  |       |  |  |                |  |  |                  |  |
|                            |                              | Cosimo I de' Medici  | Giovanni dalle Bande Nere      |  |  |       |  |  |                |  |  |                  |  |
|                            |                              | Cosimo I de' Medici  | Maria Salviati                 |  |  |       |  |  |                |  |  |                  |  |
| Virginia de' Medici        |                              | Cosimo I de' Medici  |                                |  |  |       |  |  |                |  |  |                  |  |
|                            |                              | Camilla Martelli     | Antonio Martelli               |  |  |       |  |  |                |  |  |                  |  |
|                            |                              | Camilla Martelli     | Antonio Martelli               |  |  |       |  |  |                |  |  |                  |  |
|                            |                              | Camilla Martelli     | Fiammetta Soderini             |  |  |       |  |  |                |  |  |                  |  |
| Rinaldo d'Este             |                              | Camilla Martelli     |                                |  |  |       |  |  |                |  |  |                  |  |
|                            | Emanuele Filiberto di Savoia | Carlo II di Savoia   |                                |  |  |       |  |  |                |  |  |                  |  |
|                            | Emanuele Filiberto di Savoia | Carlo II di Savoia   |                                |  |  |       |  |  |                |  |  |                  |  |
|                            | Emanuele Filiberto di Savoia | Beatrice d'Aviz      |                                |  |  |       |  |  |                |  |  |                  |  |
| Carlo Emanuele I di Savoia | Emanuele Filiberto di Savoia |                      |                                |  |  |       |  |  |                |  |  |                  |  |
|                            |                              | Margherita di Valois | Enrico II di Francia           |  |  |       |  |  |                |  |  |                  |  |
|                            |                              | Margherita di Valois | Enrico II di Francia           |  |  |       |  |  |                |  |  |                  |  |
|                            |                              | Margherita di Valois | Caterina de' Medici            |  |  |       |  |  |                |  |  |                  |  |
| Isabella di Savoia         |                              | Margherita di Valois |                                |  |  |       |  |  |                |  |  |                  |  |
|                            |                              | Filippo II di Spagna | Carlo V d'Asburgo              |  |  |       |  |  |                |  |  |                  |  |
|                            |                              | Filippo II di Spagna | Carlo V d'Asburgo              |  |  |       |  |  |                |  |  |                  |  |
|                            |                              | Filippo II di Spagna | Isabella d'Aviz                |  |  |       |  |  |                |  |  |                  |  |
| Caterina Michela d'Asburgo |                              | Filippo II di Spagna |                                |  |  |       |  |  |                |  |  |                  |  |
|                            |                              | Elisabetta di Valois | Enrico II di Francia           |  |  |       |  |  |                |  |  |                  |  |
|                            |                              | Elisabetta di Valois | Enrico II di Francia           |  |  |       |  |  |                |  |  |                  |  |
|                            |                              | Elisabetta di Valois | Caterina de' Medici            |  |  |       |  |  |                |  |  |                  |  |
|                            |                              | Elisabetta di Valois |                                |  |  |       |  |  |                |  |  |                  |  |

## Conclavi
Durante il suo cardinalato Rinaldo d'Este partecipò ai seguenti conclavi:
- conclave del 1644 che elesse papa Innocenzo X
- conclave del 1655 che elesse papa Alessandro VII
- conclave del 1667, che elesse papa Clemente IX
- conclave del 1669-1670, che elesse papa Clemente X